# 河骨川
河骨川（こうほねがわ）は、東京都渋谷区を流れる河川。

## 概要
渋谷川の支流である宇田川に合流する。戦後は生活排水による悪臭が問題になり、1964年の東京オリンピックを機に暗渠化され、下水道に転用された。小田急小田原線代々木八幡駅付近に川跡の碑が設置されている。
参宮橋駅南側、参宮橋第1踏切付近の、小田急小田原線横断部南側に、全長約2mほどの開口部があり、水流があり、かつての姿を拝むことができる。
名前の由来はコウホネが咲いていた場所であることからで、唱歌『春の小川』のモデルとされ、作詞の高野辰之は川がある代々幡村に住み、歌詞にあるメダカが川に生息、周辺にはスミレやレンゲが生えていた。

## 橋梁
- いなり橋

## ギャラリー

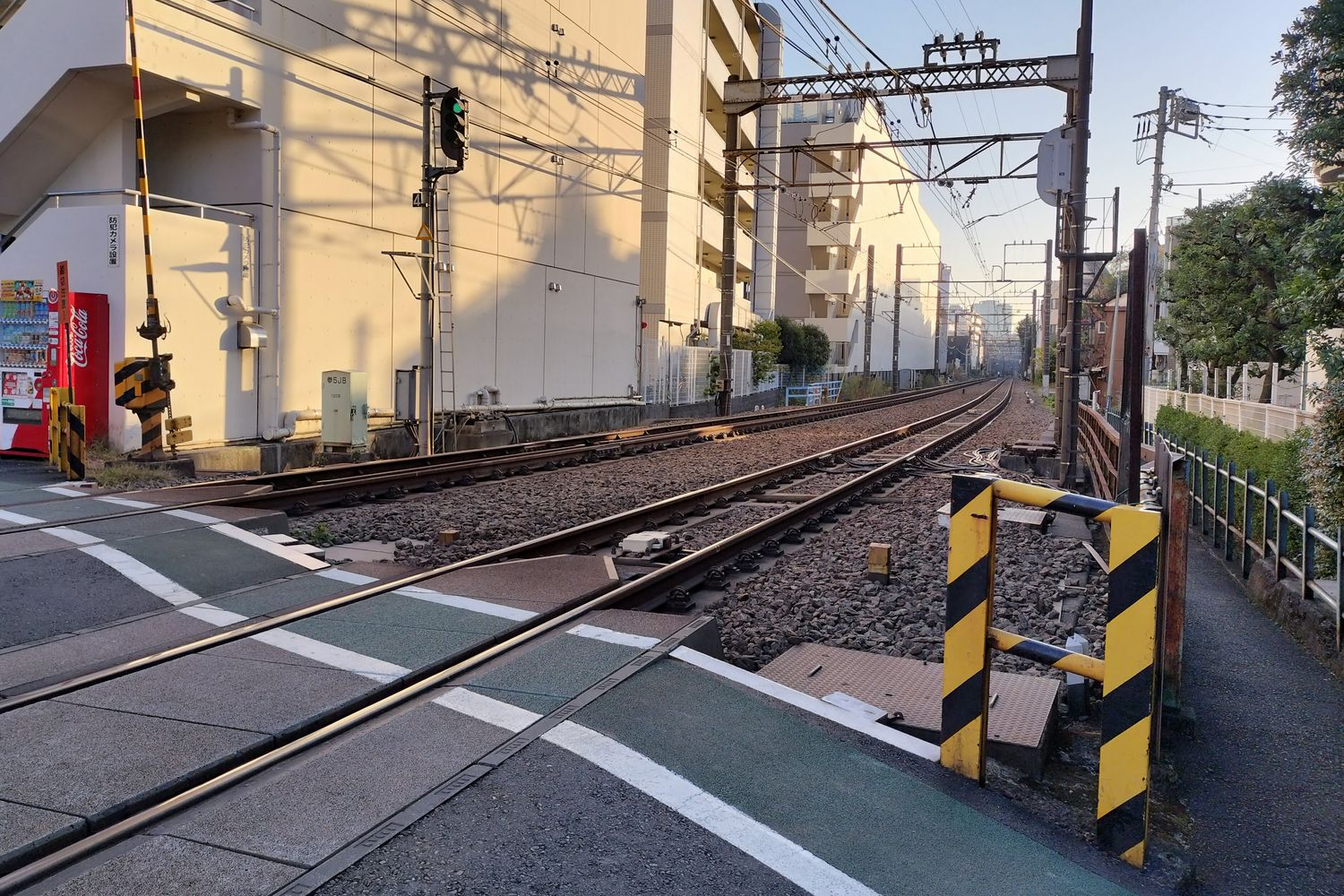
参宮橋1号踏切より南西方向を見る。青い柵の箇所に開口部がある。